# Величкин, Геннадий Иванович
Геннадий Иванович Величкин (род. 12 апреля 1956) — хоккейный функционер, заслуженный работник физической культуры России, кандидат педагогических наук.

## Биография
С 1991 по 2009 — директор, генеральный директор ХК «Металлург» Магнитогорск, в 2009—2010 — вице-президент клуба, с 2010 по 2012 — заместитель управляющего директора Континентальной хоккейной лиги, с февраля 2012 по октябрь 2019 — вице-президент, председатель правления ХК «Металлург».
«Металлург» за годы руководства клубом Геннадия Величкина стал самым титулованным клубом Европы: обладатель Кубка Гагарина (2014, 2016), чемпион России (1999, 2001, 2007, 2014, 2016), серебряный призёр чемпионата России (1998, 2004, 2017), бронзовый призёр чемпионата России (1995, 2000, 2002, 2006, 2008, 2009), обладатель Кубка России (1998), финалист Кубка России (1996), чемпион Евролиги (1999, 2000), обладатель Суперкубка Европы (2000), обладатель Кубка Шпенглера (2005), обладатель Кубка европейских чемпионов (2008), финалист Лиги чемпионов (2009).
Семь раз признавался лучшим хоккейным руководителем России и получал приз им. Валентина Сыча — 1998, 1999, 2001, 2004, 2007, 2014, 2016.
С 2002 по 2005 — генеральный менеджер юношеской сборной России.
Награждён медалью ордена «За заслуги перед Отечеством» II степени, медалью «За трудовую доблесть». Почётный гражданин города Магнитогорска (2016).
Сын Игорь — хоккеист.